# Richard Wright (écrivain)
Pour les articles homonymes, voir Richard Wright et Wright.
Œuvres principales
- Native Son (1940)
- Black boy (1945)

Richard Wright, né le 4 septembre 1908 à Roxie près de Natchez (Mississippi) et mort le 28 novembre 1960 à Paris, est un romancier, poète, essayiste et journaliste américain naturalisé Français.
Son roman Native Son (1940) est un succès d'édition qui traverse les barrières des préjugés racistes de son temps ; Orson Welles en fera une adaptation pour le théâtre en 1941 et Rashid Johnson un film, Native Son, en 2019.

## Biographie

### Jeunesse et formation
Petit-fils d'esclave, Richard Wright naît au sein d'une famille métissée (Noire, Blanche et amérindienne Choctaw) dans une plantation à la lisière des forêts à Roxie sur le territoire de Natchez. Richard est le fils de Nathan Wright, un métayer illettré et d'Ella Wilson Wright, une enseignante d'école primaire  remplaçante. Espérant améliorer son sort son père emménage avec sa famille à Memphis dans le Tennessee, leur logement est proche de Beale Street, quartier des bordels et autres bouges.

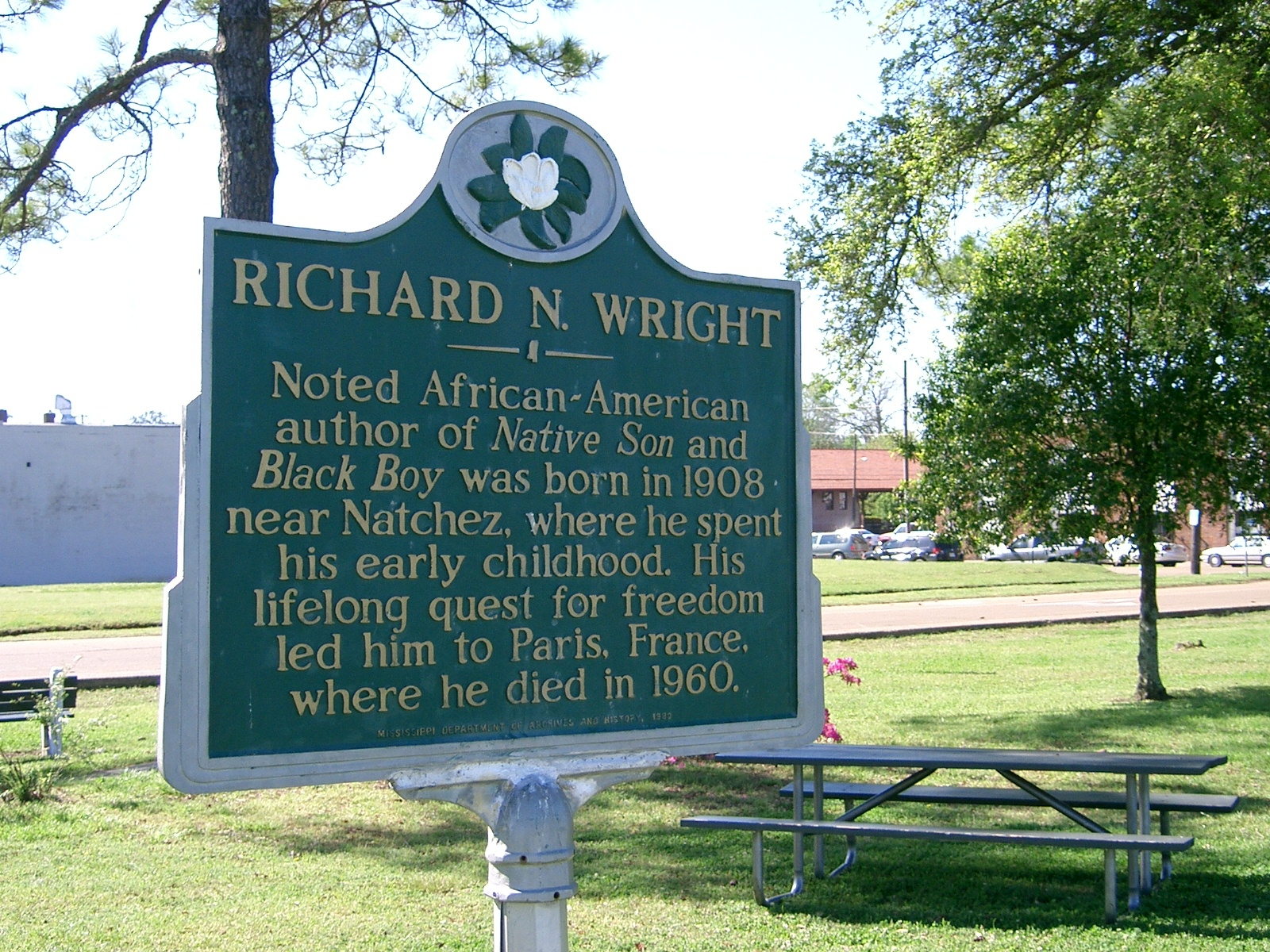
Richard Wright - Plaque souvenir sur les berges du Mississippi à Natchez, Mississippi.

En 1913, son père sombre dans l'alcoolisme et abandonne sa famille, sa mère emmène ses enfants à Jackson, dans le Mississippi.
En 1918 sa mère est victime d'un AVC, Richard et son frère Leon Alan Wright, sont recueillis dans un premier temps par la sœur d'Ella, Maggie Ann, mais le mari de celle-ci Silas Hoskins est assassiné par des blancs, Maggie Ann, Richard et Leon vont se réfugier chez sa grand mère maternelle, Margaret Bolden Wilson, une adventiste du septième jour qui vit dans l'Arkansas.
Richard connait une éducation erratique allant d'école en école, pour enfin se fixer de nouveau à Jackson et suivre des cours à la Smith Robertson Elementary School (en) où il obtiendra son diplôme de fin d'étude avec félicitations, le Valedictorian.

### Carrière
En 1925, il déménage à Memphis, et c'est à cette époque qu'il découvre l'œuvre de H. L. Mencken. Après avoir exercé de multiples petits métiers, il part en 1927 pour Chicago, où en 1935 il commence à collaborer au « Federal Writers' Project ». 

#### Engagement politique
Il adhère en 1933 au Parti communiste des États-Unis d'Amérique. 

#### Premiers romans
En 1938, il publie le recueil de nouvelles Uncle Tom's Children (Les enfants de l'oncle Tom) qui fut récompensé par la bourse Guggenheim, décernée par la Fondation John-Simon-Guggenheim l'année suivante. Son roman Native Son, publié en 1940, rencontre un succès fulgurant. En quelques heures, certaines librairies sont en rupture de stock ; en trois semaines, 215 000 exemplaires sont vendus. Il devient le premier roman écrit par un Afro-Américain à intégrer la sélection du Book of the Month (en), ce qui accroît encore sa diffusion. Les critiques sont elles aussi enthousiastes, et comparent Wright à quelques-uns des romanciers les plus influents comme John Steinbeck, Theodore Dreiser, Fiodor Dostoïevski ou Charles Dickens.

#### Maturité littéraire
En 1944, il quitte le parti communiste.
En 1945 il écrit Black Boy, qui raconte son enfance. Ces thèmes sont repris dans un roman existentialiste Le Transfuge (1953), et dans Écoute, homme blanc ! (1957), recueil de conférences prononcées en Europe. On lui doit aussi un roman sur la vie dans les quartiers pauvres, Le Long Rêve (1958), et des récits de ses voyages en Espagne, en Afrique et dans le Sud-Est oriental. Après sa mort, parurent Huit Hommes (1961), Bon sang de bonsoir (1963), ainsi que American Hunger (1977), ouvrage autobiographique évoquant ses années passées dans le Nord des États-Unis.

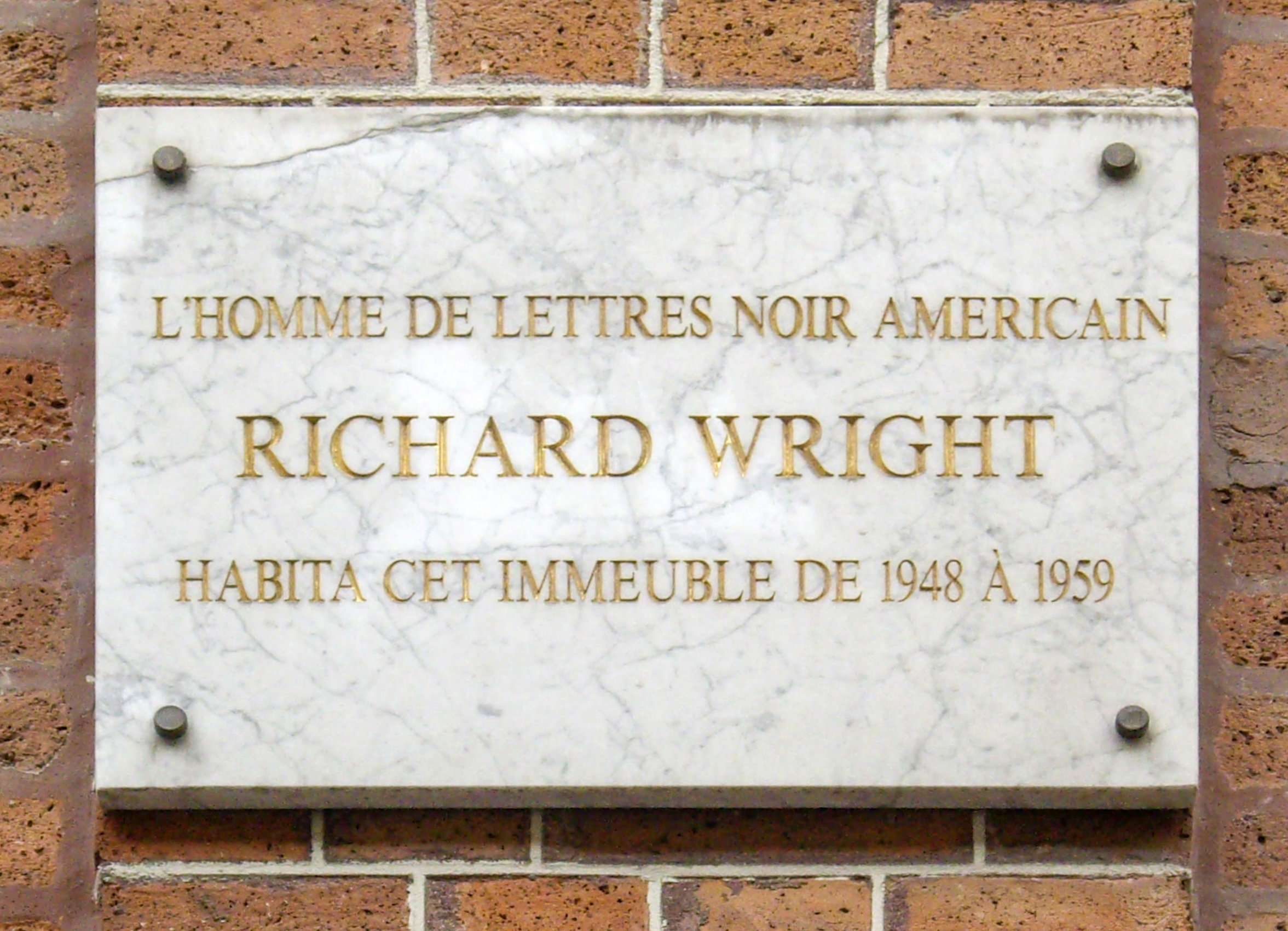
Plaque 14 rue Monsieur-le-Prince (Paris), où il vit de 1948 à 1959.

#### Se réfugier en France
Pour échapper aux poursuites du gouvernement fédéral américain contre les communistes au moment du maccarthysme, Richard Wright part se réfugier en France en 1946 avec sa femme et sa fille. La France est selon lui, « le seul pays où il pourra continuer à exprimer ses idées librement. » À Paris, il rencontre Jean-Paul Sartre et Albert Camus, et s'intéresse au courant existentialiste, dont il s'inspire pour son deuxième roman The Outsider (1953). En 1947, Richard Wright prend la nationalité française et s'engage dans un nouveau combat, la lutte pour l'indépendance des peuples coloniaux. Il participe à la conférence des non-alignés à Bandung en 1955, dont il rédige un rapport intitulé « Le rideau de couleur ».

Case de l'urne funéraire au cimetière du Père-Lachaise.

À Paris, il prend parti pour l'indépendance algérienne, aux côtés d'autres intellectuels français dont Sartre et Camus. Richard Wright passera les dernières années de sa vie entre Paris, le moulin d'Andé et sa maison en Normandie où il rédige de nombreux ouvrages engagés tels que Écoute, homme blanc ! (1957) ou Une faim d'égalité (posthume 1977).

### La fin
Il décède des suites d'une crise cardiaque à Paris à 52 ans seulement, laissant derrière lui une œuvre dont il souhaitait qu'elle serve à « rassembler deux mondes, celui des Blancs et celui des Noirs, afin de n'en faire plus qu'un. »
Il est incinéré et ses cendres sont déposées dans la case 848 du columbarium du Père-Lachaise.

## Œuvres

### Collections
- Early Works (1989), suivie de Later Works (1991), Arnold Rampersad, Library of America.

### Drame
- Native Son : The Biography of a Young American (en) avec Paul Green (en), Harper, New York, 1941

### Fiction
En 1940, Richard Wright publie son œuvre la plus connue : Un enfant du pays. C'est un roman dramatique mettant en scène un jeune Américain noir, Bigger Thomas, dont la vie se terminera dans le sang par l'effet déterministe de la culture Jim Crow. Il a été porté deux fois à l'écran, en 1951 et en 1986, la première fois réalisé par Pierre Chenal avec lui-même dans le rôle principal.

#### Autres
- Uncle Tom's Children (Les Enfants de l'Oncle Tom), Harper, New York, 1938
- The Man Who Was Almost a Man (L'homme qui était presque un homme), Harper, New York, 1939
- The Man Who Lived Underground (L'homme qui vivait sous terre), Accent, 1942
- The Outsider (Le transfuge), Harper, New York, 1953 (roman d'inspiration existentialiste)
- Savage Holiday, Avon, New York, 1954
- The Long Dream (Fishbelly) Doubleday, Garden City, 1958[11]
- Eight Men, World, New York, 1961 (recueil de nouvelles publié peu après sa mort)
- Lawd Today (Bon sang de bonsoir), Walker, New York, 1963
- Rite of Passage, Harper Collins, 1994
- A Father's Law, Harper Perennial, Londres, 2008

### Non-fiction
- How "Bigger" Was Born; Notes of a Native Son, Harper, New York, 1940
- 12 Million Black Voices: A Folk History of the Negro in the United States, Viking, New York, 1941
- Black Boy, Harper, New York, 1945 (œuvre autobiographique écrite en 1945 racontant son enfance dans le sud ségrégationniste)
- Black Power, Harper, New York, 1954
- The Color Curtain, World, Cleveland, 1956
- Pagan Spain, Harper, New York, 1957
- Letters to Joe C. Brown, Kent State University Libraries, 1968
- American Hunger / Une faim d'égalité, Harper, New York, 1977 (œuvre autobiographique posthume, dans laquelle il retrace ses problèmes avec le Parti communiste (1977))
- Three Books from Exile : Black Power; The Color Curtain et White Man; and Listen !, Harper Perennial, 2008

### Essais
- The Ethics Of Living Jim Crow : An Autobiographical Sketch (1937)
- Introduction to Black Metropolis : A Study of Negro Life in a Northern City (1945)
- I Choose Exile (1951)
- White Man, Listen! (Garden City, New York: Doubleday, 1957)
- Blueprint for Negro Literature (New York City, New York) (1937)[réf. nécessaire]
- The God that Failed (contributor) (1949)

### Poésie
- Haiku : This Other World / Haiku, cet autre monde, Arcade, 1998 (817 de ses quatre mille haïkus).

### Articles
- « Between the World and Me », Présence Africaine, no 5,‎ 1948, p. 785-786 (2 pages) (lire en ligne ),
- « Introducing some American Negro Folksongs », Présence Africaine, no 6,‎ 1946, p. 70 (1 page) (lire en ligne ),
- « Ain't no more Cane on this Brazis », Présence Africaine, no 6,‎ 1949, p. 73 (1 page) (lire en ligne ),
- « Lead me to the Rock », Présence Africaine, no 6,‎ 1949, p. 74 (1 page) (lire en ligne ),
- « John Henry », Présence Africaine, no 6,‎ 1949, p. 71-72 (2 pages) (lire en ligne ),
- « Tamping Ties », Présence Africaine, no 6,‎ 1949, p. 73 (1 page) (lire en ligne ),
- « Ain't no Grave Can Hold my Body Down », Présence Africaine, no 6,‎ 1949, p. 75 (1 page) (lire en ligne ),
- « Tradition and Industrialization: The Plight of the tragic elite in Africa », Présence Africaine, nouvelle série, nos 8/10,‎ juin-novembre 1956, p. 347-360 (14 pages) (lire en ligne ),
- Kingsley Widmer et Richard Wright, « The Existential Darkness: Richard Wright's "The Outsider" », Wisconsin Studies in Contemporary Literature, vol. 1, no 3,‎ automne 1960, p. 13-21 (9 pages) (lire en ligne ),

## Adaptations
- Native Son (en), un drame à Broadway de 1941 par Paul Green et Richard Wright lui-même et produit par Orson Welles et John Houseman.
- Native Son, un film argentin de 1951 réalisé par Pierre Chenal ;
- Native Son, un film américain de 1986 réalisé par Jerrold Freedman ;
- Native Son, un film américain de 2019 réalisé par Rashid Johnson.

## Pour approfondir

#### Essais et biographies
- Martine Leibovici, Autobiographie de transfuges. Karl Philipp Moritz, Richard Wright, Assia Djebar, Le Manuscrit, coll. « L'esprit des lettres », 2013.

#### Articles

##### Anglophones

###### Années 1940-1969
- Edwin Berry Burgum, « The Promise of Democracy and the Fiction of Richard Wright », Science & Society, vol. 7, no 4,‎ 1943, p. 338-352 (15 pages) (lire en ligne ),
- Ralph Ellison, « Richard Wright's Blues », The Antioch Review, vol. 5, no 2,‎ été 1945, p. 198-211 (14 pages) (lire en ligne ),
- Constance Webb, « What Next for Richard Wright? », Phylon, vol. 10, no 2,‎ avril - juin 1949, p. 161-166 (6 pages) (lire en ligne ),
- Nick Aaron Ford, « The Ordeal of Richard Wright », College English, vol. 15, no 2,‎ novembre 1953, p. 87-94 (8 pages) (lire en ligne ),
- Jackson R. Bryer, « Richard Wright (1908-1960): A Selected Checklist of Criticism », Wisconsin Studies in Contemporary Literature, vol. 1, no 3,‎ automne 1960, p. 22-33 (12 pages) (lire en ligne ),
- Kingsley Widmer, « The Existential Darkness: Richard Wright's "The Outsider" », Wisconsin Studies in Contemporary Literature, vol. 1, no 3,‎ automne 1960, p. 13-21 (9 pages) (lire en ligne ),
- Conrad Kent Rivers, « To Richard Wright », The Antioch Review, vol. 20, no 4,‎ hiver 1960 - 1961, p. 464-465 (2 pages) (lire en ligne ),
- Hoyt Fuller, « On the Death of Richard Wright », Southwest Review, vol. 46, no 4,‎ automne 1961, vi-vii, 334-337 (6 pages) (lire en ligne ),
- Kenneth Faris, « A Small Portrait of Richard Wright », Negro History Bulletin, vol. 25, no 7,‎ avril 1962, p. 155-156 (2 pages) (lire en ligne ),
- Maurice Charney, « James Baldwin's Quarrel with Richard Wright », American Quarterly, vol. 15, no 1,‎ printemps 1963, p. 65-75 (11 pages) (lire en ligne ),
- Albert W. Vogel, « The Education of the Negro in Richard Wright's Black Boy », The Journal of Negro Education, vol. 35, no 2,‎ printemps 1966, p. 195-198 (4 pages) (lire en ligne )
- Keneth Kinnamon, « the pastoral impulse in richard wright », Midcontinent American Studies Journal, vol. 10, no 1,‎ printemps 1969, p. 41-47 (7 pages) (lire en ligne ),
- Blyden Jackson, « Richard Wright : BLACK BOY from America's Black Belt and Urban Ghettos », CLA Journal, vol. 12, no 4,‎ juin 1969, p. 287-309 (24 pages) (lire en ligne ),
- George E. Kent, « On the Future Study of Richard Wright », CLA Journal, vol. 12, no 4,‎ juin 1969, p. 366-370 (5 pages) (lire en ligne ),
- Keneth Kinnamon, « Richard Wright's Use of "Othello in Native Son" », CLA Journal, vol. 12, no 4,‎ juin 1969, p. 358-359 (2 pages) (lire en ligne ),
- Donald B. Gibson, « Richard Wright : A Bibliographical Essay », CLA Journal, vol. 12, no 4,‎ juin 1969, p. 360-365 (6 pages) (lire en ligne ),
- Donald B. Gibson, « Richard Wright and the Tyranny of Convention », CLA Journal, vol. 12, no 4,‎ juin 1969, p. 344-357 (14 pages) (lire en ligne ),
- George E. Kent, « Richard Wright : Blackness and the Adventures of Western Culture », CLA Journal, vol. 12, no 4,‎ juin 1969, p. 322-343 (22 pages) (lire en ligne ),
- Raman K. Singh, « Some Basics Ideas and Ideals in Richard Wright's Fiction », CLA Journal, vol. 13, no 1,‎ septembre 1969, p. 78-84 (7 pages) (lire en ligne ),

###### Années 1970-1979
- John Timmerman, « Symbolism as a Syndetic Device in Richard Wright's "Long Black Song" », CLA Journal, vol. 14, no 3,‎ mars 1971, p. 291-297 (7 pages) (lire en ligne ),
- Blyden Jackson, « Richard Wright in a Moment of Truth », The Southern Literary Journal, vol. 3, no 2,‎ printemps 1971, p. 3-17 (15 pages) (lire en ligne ),
- Michel Fabre, « Black Cat and White Cat: Richard Wright's Debt to Edgar Allan Poe », Poe Studies, vol. 4, no 1,‎ juin 1971, p. 17-19 (3 pages) (lire en ligne ),
- Michel Fabre, « Richard Wright : The Man Who Lived Underground », Studies in the Novel, vol. 3, no 2,‎ été 1971, p. 165-179 (15 pages) (lire en ligne ),
- Martha Stephens, « Richard Wright's Fiction: A Reassessment », The Georgia Review, vol. 25, no 4,‎ hiver 1971, p. 450-470 (21 pages) (lire en ligne ),
- Harold T. McCarthy, « Richard Wright: The Expatriate as Native Son », American Literature, vol. 44, no 1,‎ mars 1972, p. 97-117 (21 pages) (lire en ligne ),
- Lewis Leary, « "LAWD TODAY": Notes on Richard Wright's First / Last Novel », CLA Journal, vol. 15, no 4,‎ juin 1972, p. 411-420 (10 pages) (lire en ligne ),
- John M. Reilly, « Richard Wright's Apprenticeship », Journal of Black Studies, vol. 2, no 4,‎ juin 1972, p. 439-460 (22 pages) (lire en ligne ),
- Sidonie Ann Smith, « Richard Wright's "Black Boy": The Creative Impulse as Rebellion », The Southern Literary Journal, vol. 5, no 1,‎ 1972, p. 123-136 (14 pages) (lire en ligne ),
- R. B. V. Larsen, « The Four Voices of Richard Wright's Native Son », Negro American Literature Forum, vol. 6, no 4,‎ hiver 1972, p. 105-109 (5 pages) (lire en ligne ),
- Raman K. Singh, « Christian Heroes and Anti-Heroes in Richard Wright's Fiction », Negro American Literature Forum, vol. 6, no 4,‎ hiver 1972, p. 99-104+131 (7 pages) (lire en ligne )
- Carole W. Oleson, « The Symbolic Richness of Richard Wright's "Bright and Morning Star" », Negro American Literature Forum, vol. 6, no 4,‎ hiver 1972, p. 110-112 (3 pages) (lire en ligne ),
- Linda T. Prior, « A Further Word on Richard Wright's Use of Poe in "Native Son" », Poe Studies, vol. 5, no 2,‎ décembre 1972, p. 52-53 (2 pages) (lire en ligne ),
- Michel Fabre, « Richard Wright's First Hundred Books », CLA Journal, vol. 16, no 4,‎ juin 1973, p. 458-474 (17 pages) (lire en ligne ),
- Gayle Gaskill, « The Effect of Black/White Imagery in Richard Wright's Black Boy », Negro American Literature Forum, vol. 7, no 2,‎ été 1973, p. 46-48 (3 pages) (lire en ligne ),
- James R. Giles, « Richard Wright's Successful Failure: A New Look at Uncle Tom's Children », Phylon, vol. 34, no 3,‎ juillet - septembre 1973, p. 256-266 (11 pages) (lire en ligne ),
- Sheldon Brivic, « Conflict of Values: Richard Wright's "Native Son" », NOVEL, vol. 7, no 3,‎ printemps 1974, p. 231-245 (15 pages) (lire en ligne ),
- Paul N. Siegel, « The Conclusion of Richard Wright's Native Son », PMLA, vol. 89, no 3,‎ mai 1974, p. 517-523 (7 pages) (lire en ligne ),
- Lola Jones Amis, « Richard Wright's Native Son: Notes », Negro American Literature Forum, vol. 8, no 3,‎ automne 1974, p. 240-243 (4 pages) (lire en ligne ),
- David P. Demarest, Jr., « Richard Wright: The Meaning of Violence », Negro American Literature Forum, vol. 8, no 3,‎ automne 1974, p. 236-239 (4 pages) (lire en ligne ),
- John Pyros, « Richard Wright: A Black Novelist's Experience in Film », Negro American Literature Forum, vol. 9, no 2,‎ été 1975, p. 53-54 (2 pages) (lire en ligne ),
- Anne O. Cauley, « A Definition of Freedom in the Fiction of Richard Wright », CLA Journal, vol. 19, no 3,‎ mars 1976, p. 327-346 (20 pages) (lire en ligne ),
- P. Jay Delmar, « Tragic Patterns in Richard Wright's Uncle Tom's Children », Negro American Literature Forum, vol. 10, no 1,‎ printemps 1976, p. 3-12 (10 pages) (lire en ligne ),
- Barry Gross, « Art and Act : The Example of Richard Wright », Obsidian, vol. 2, no 2,‎ été 1976, p. 5-19 (15 pages) (lire en ligne ),
- Sylvia H. Keady, « Richard Wright's Women Characters and Inequality », Black American Literature Forum, vol. 10, no 4,‎ hiver 1976, p. 124-128 (5 pages) (lire en ligne ),
- Claudia C. Tate, « Black Boy: Richard Wright's "Tragic Sense of Life" », Black American Literature Forum, vol. 10, no 4,‎ hiver 1976, p. 117-119 (3 pages) (lire en ligne ),
- Linda Bearman Hamalian, « Richard Wright's Use of Epigraphs in the Long Dream », Black American Literature Forum, vol. 10, no 4,‎ hiver 1976, p. 120-123 (4 pages) (lire en ligne ),
- Dorothy S. Redden, « Richard Wright and Native Son: Not Guilty », Black American Literature Forum, vol. 10, no 4,‎ hiver 1976, p. 111-116 (6 pages) (lire en ligne ),
- K. T. Lund, « Black Boy by Richard Wright », The English Journal, vol. 66, no 3,‎ mars 1977, p. 59-60 (2 pages) (lire en ligne ),
- Finley C. Campbell, « Prophet of the Storm: Richard Wright and the Radical Tradition », Phylon, vol. 38, no 1,‎ janvier - mars 1977, p. 9-23 (15 pages) (lire en ligne ),
- Robin McNallie, « Richard Wright's Allegory of the Cave: "The Man Who Lived Underground" », South Atlantic Bulletin, vol. 42, no 2,‎ mai 1977, p. 76-84 (9 pages) (lire en ligne )
- James R. King, « Richard Wright: His Life and Writings », Negro History Bulletin, vol. 40, no 5,‎ septembre - octobre 1977, p. 738-743 (6 pages) (lire en ligne ),

##### Francophones
- Madeleine GAUTIER, « Un romancier de la race noire : RICHARD WRIGHT », Présence Africaine, no 1,‎ novembre - décembre 1947, p. 163-165 (3 pages) (lire en ligne ),
- E. Theis, « Un écrivain : RICHARD WRIGHT », Présence Africaine, nos 8/9,‎ 1950, p. 141-148 (10 pages) (lire en ligne ),